# Craig's Brother
Craig's Brother är ett amerikanskt punkrock-band bestående av Ted Bond, Scott Hrapoff, Juice Cabrera, Steven Neufeld och Glade Wilson. Bandet splittrades 2001 men återförenades 2003.

## Grundandet
Bandet bildades på San Lorenzo Valley High School i Felton, Kalifornien när Brent Kapping och David Cree lämnade bandet Liquid Amber, och kvar blev Andy Snyder, Scott Hrapoff och Heath Konkel. Kort innan de gick ut skolan rekryterades Ted Bond som sångare. "Craig's Brother" var vad basisten Scott kallades på skolan, där hans storebror Craig var en känd friidrottare, och när de var tvungna att skriva ett bandnamn på reklambladen för sina första spelningar valde man just "Craig's Brother", även om bandet senare uttryckt ånger för detta. Ett drygt år senare tog man in Adam Nigh som andra gitarrist. 
De spelade in en självbetitlad demo och EP:n Keepin' It Real, vilket ledde till skivkontrakt med Tooth & Nail Records, med vilka de spelade in sitt första album Homecoming.

## Splittrandet
Andy Snyder och Adam Nigh, de två gitarristerna i Craig's Brother, lämnade bandet 1998. Istället flyttade Ryan Key och Dan McLintock från sin hemstad Jacksonville, Florida för att gå med i bandet. Dessa två representerade vid ett tillfälle Craig's Brother som en akustisk duo på den kristna Cornerstone festivalen. När deras van gick sönder och man valde att lägga ner turnén och åka hem istället lämnade Ryan bandet och åkte hem där han istället gick med i bandet Yellowcard. Dan stannade kvar ett år och skrev och spelade in skivan Lost at Sea tillsammans med bandet innan han också återvände till Jacksonville. Ted Bond och Heath Konkel sökte förgäves efter nya gitarrister men av diverse anledningar så blev gitarristerna aldrig särskilt långvariga i bandet. Efter en tid av osäkerhet så bestämde sig trummisen Heath för att gifta sig och skaffa sig en College-utbildning och hoppade därför också av bandet. Kvar blev sångaren Ted och basisten Scott som letade efter en ny trummis. men när en av dem sågs peka fuck you mot kameran på en bild på bandets hemsida så bojkottades de av de kristna skivaffärerna under regi av sekten The Family, varpå Tooth & Nail avslutade deras skivkontrakt. För Craig's Brother var detta förödande eftersom den nya skivan ännu inte hade släppts. Releasen sköts fram till nästa år, och distribuerades knappt av skivbolaget och utan någon som helst marknadsföring. I de allra flesta skivaffärer var fansen tvungna att be personalen köpa in skivan åt dem, i Sverige var man tvungen att importera den från utlandet. Två trummisar passerade bandet, men efter en tid med byten av bandmedlemmar och en väntat svikande försäljning så bestämde man sig för att lägga Craig's Brother på hyllan.
I slutet av år 2003 återförenades Ted, Scott och Heath efter att ha avslutat sina studier och bandet återuppstod. Man spelade in EP:n E.P.idemic 2004, och kämpade återigen för att hitta en varaktig gitarrist, vilket man fann 2007 i Glade Wilson. Under dessa år spelades det bara sporadiska spelningar runt Santa Cruz-området, där de bodde kvar och fokuserade på sina familjer. I mars 2009 påbörjades inspelningen av deras tredje fullängds-album, i kollaborering med gamla gitarristen Andy Snyder som skrev flera av låtarna på Homecoming och Lost at Sea. Projektet finansierades av bandmedlemmarna själva, och genom försäljning på deras hemsida. Skivan The Insidious Lie färdigställdes den 22 december 2010, och man lät lyssnarna streama den fritt i sin helhet på juldagen. Skivan släpptes för nedladdning den 24 januari 2011.

## Skivbolagen
Under tiden som bandet låg under skivbolaget Tooth and Nails så fick de inte så mycket stöd av skivbolaget. Man fick varningar från bolaget när The Family Bookstores fick klagomål om texten på låten "Going Blind" som handlade om lust. Det ryktades om att bandet endast skrevs under T&N för att bolaget skulle kunna ta del av en skattereducering. Dock är detta inte bekräftat utan är endast lösa rykten. Ted började ta beslut utan skivbolagets medgivande, till exempel genom att spela in en gosskör till albumet Lost at Sea. Han stöttade även fildelningsmjukvaran Napster, vilket bolaget inte tyckte om. 
Efter återförenandet låg bandet under Takeover Records som drevs av Ben Harper, gitarrist i Yellowcard. En EP med namnet E.P.idemic släpptes men när det blev dags att spela in deras tredje album fanns inte Takeover kvar. De valde därför att finansiera projektet själva.

## Diskografi

### Studioalbum
- Homecoming (1998)
- Lost at Sea (2001)
- The Insidious Lie (2011)
- The Early Years (2013)
- Easily Won, Rarely Deserved (2022)

### EP
- Keepin' It Real (1997)
- E.P.idemic (2004)
- Devils in the Details (2019)
- Craig's Brother (2022)

### Singlar
- Forever (2019)
- Fakebook (2021)
- All The Way (2021)
- YCB (2022)
- Are You Unhappy? (2022)
- Terrible Slave (2022)
- Superhero (2022)
- Violent Faith (2022)
- Rodeo Clown (2022)
- Distance  feat. Too Bad Eugene (2023)

### Demo
- Craig's Brother (1996)

## Tidigare bandmedlemmar
- Dave Cree – Gitarr (1995)
- Andy Snyder – Gitarr, körsång (1995-1998)
- Adam Nigh – Gitarr, körsång (1997-1998)
- Nick Handley – Gitarr (1998)
- Dan McLintock från Inspection 12 & The John Carver Band – Gitarr, körsång (1999-2000)
- Ryan Key från Yellowcard – Gitarr, körsång (1999-2000)
- Garret Baldwin – Gitarr (2000-2001)
- Tristan Pardee – Trummor (2001)
- Jason Ragan – Gitarr (2005-2006)
- Sam Prather – Gitarr, körsång (2004)
- Heath Konkel - Trummor (1995-2012)